# Petros Patrikios

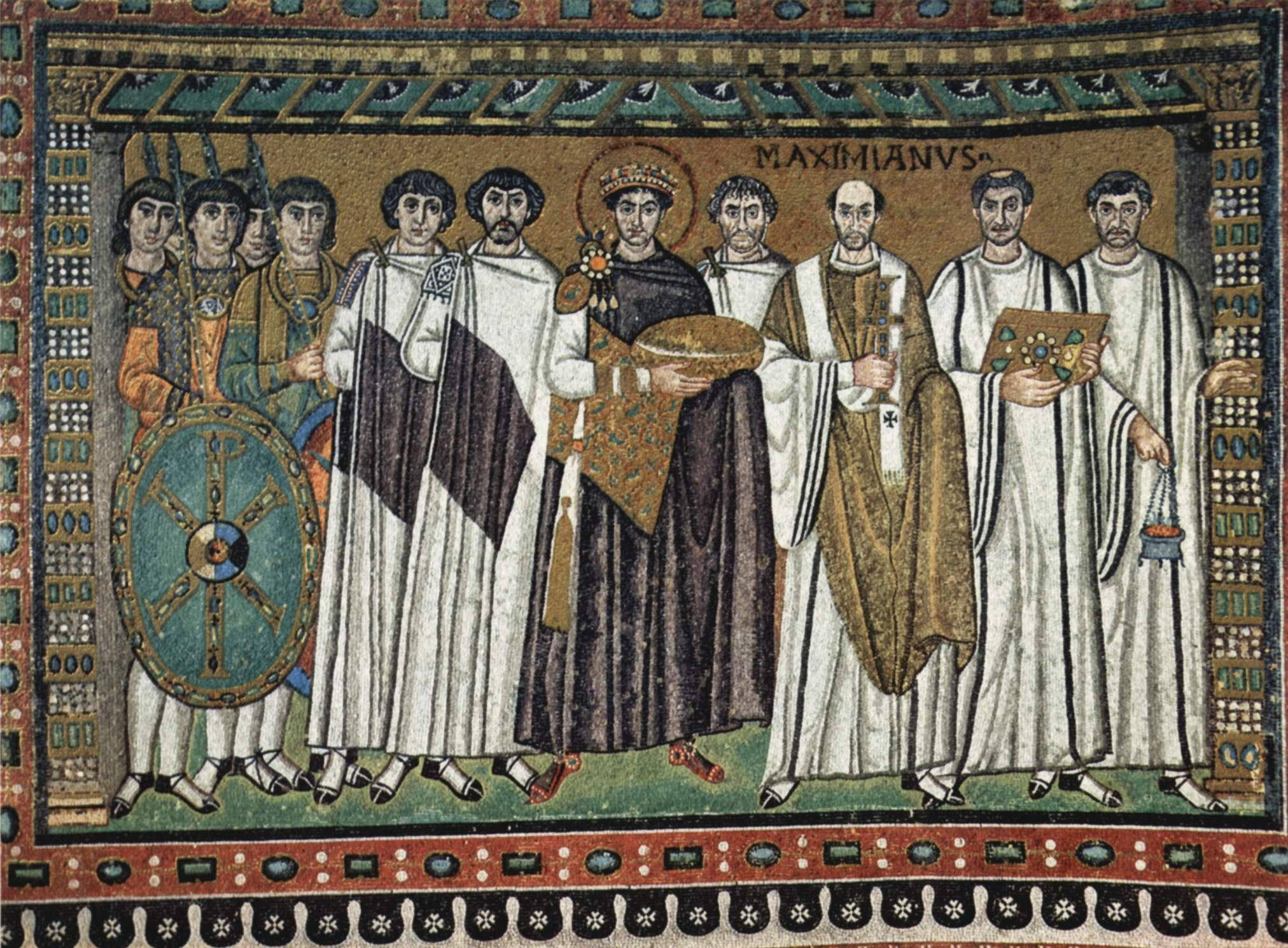
Kaiser Justinian mit seinen wichtigsten Beamten, darunter möglicherweise auch Petros

Petros Patrikios (lateinisch Petrus Patricius; † um 565) war ein hochrangiger oströmischer Diplomat der Spätantike.

## Leben
Flavius Petrus wurde wohl um 500 in Thessaloniki geboren. Er war Christ, studierte römisches Recht und trat in den Staatsdienst ein. Er bekleidete das wichtige Amt des magister officiorum von 539 bis zum Tod seines Gönners Justinian im Jahre 565 – eine ungewöhnlich lange Zeit. Zu seinen zahlreichen Aufgaben gehörte insbesondere auch die Organisation des oströmischen Hofzeremoniells, das unter Justinian erheblich ausgeweitet und verkompliziert wurde.
Vor allem aber erfüllte Petros bereits vor 539 die Funktionen eines kaiserlichen „Außenministers“ und ging für Justinian und Theodora mehrfach auf schwierige diplomatische Missionen, etwa zu den Ostgoten: 534 erreichte er Ravenna, um über den Status von Sizilien zu verhandeln; doch noch während er am gotischen Hof weilte, begann der Krieg zwischen Ostrom und den Goten, so dass Petros eine Weile inhaftiert wurde. Angeblich war er wenig später in die Ermordung der Gotenkönigin Amalasuntha verwickelt. Erst 539 kam er frei – und noch im selben Jahr wurde er vom Kaiser zum magister officiorum und patricius (ein sehr hoher Ehrentitel) ernannt. Aufgrund dieser Ehrung ist er als „Petrus Patricius“ in die Geschichte eingegangen. 550 unternahm er eine Auslandsmission zum mächtigen Sassanidenkönig Chosrau I. Eine wichtige Rolle spielte Petros auch bei den schwierigen Verhandlungen mit den Sassaniden 561/62, die bei Dara stattfanden und 562 zum Abschluss eines auf 50 Jahre angelegten Friedens führten – der allerdings nur wenige Jahre hielt. Trotz seiner unbestreitbaren Verdienste und Fähigkeiten wird Petros im Werk des Historikers Prokopios von Caesarea eher negativ geschildert, und Menander Protektor rügt seine enorme Eitelkeit. Petros ist nach den Angaben des Menander bald nach dem Ende der Verhandlungen mit den Persern verstorben, doch war er noch 565 am Leben. Da er zur Zeit von Justinians Nachfolger Justin II. (565 bis 578) nicht mehr belegt ist, wird er wohl um diese Zeit auch verstorben sein.
Petros war auch literarisch aktiv. Von seinen Werken sind nur Fragmente erhalten, von denen einige jedoch wertvolle Informationen bieten, da Petros auch ältere Dokumente aufnahm; so ist der Text des Friedensvertrags zwischen Römern und Persern von 298 (299?) nur dank Petros überliefert. Teile seines Buches über das kaiserliche Protokoll wurden im 10. Jahrhundert in das Werk De cerimoniis des Kaisers Konstantin VII. aufgenommen und sind so erhalten geblieben. Des Weiteren verfasste Petros einen Bericht über seine diplomatische Mission 561/62, der auch von Menander Protektor benutzt wurde.
Petros betätigte sich zudem, wie viele hochrangige oströmische Würdenträger seiner Zeit, auch als Historiker und verfasste eine Römische Geschichte. Diese behandelte aber ungewöhnlicherweise nicht die jüngere Vergangenheit, sondern reichte wohl von der Zeit des zweiten Triumvirats (43 v. Chr.) bis Constantius II. (337 bis 361 n. Chr.); das letzte überlieferte Fragment berichtet von Ereignissen im Jahre 358. Die Historien des Petros waren vermutlich nicht in Bücher eingeteilt, sondern nach den Regierungen der Kaiser gegliedert. Petros stützte sich offenbar in weiten Teilen auf Cassius Dio, mit dem er teilweise wörtlich übereinstimmt, und zog zudem wohl Herodian, Dexippos sowie Eunapios von Sardes heran. Bruno Bleckmann vermutet, dass Petros auch auf die verlorenen Annalen des Virius Nicomachus Flavianus zurückgegriffen hat (siehe Leoquelle).
Es ist wahrscheinlich, dass der sogenannte Anonymus post Dionem mit Petros identisch ist, wenngleich Warren Treadgold als Autor (allerdings wenig überzeugend) auch Helikonios von Byzanz vorgeschlagen hat.

## Übersetzungen
- Thomas M. Banchich: The Lost History of Peter the Patrician. Routledge, Abingdon/New York 2015 (englische Übersetzung der Testimonien und der Fragmente seines Geschichtswerks; Fachbesprechung)